# BM-Volvo T 600

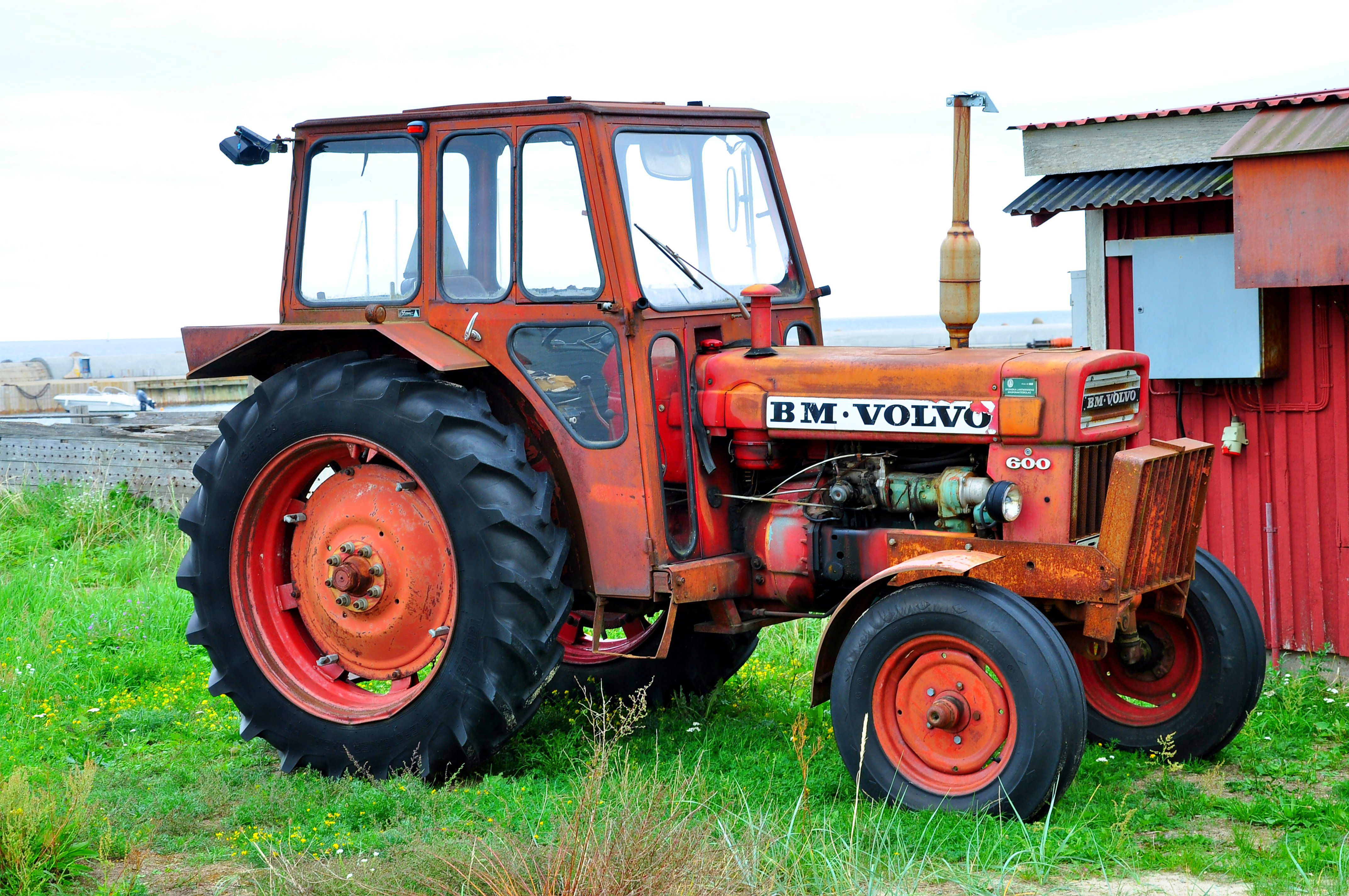
BM 600

Bolinder-Munktell BM 600 var en traktor som tillverkades av Bolinder-Munktell mellan 1967 och 1970 i ca 13 000 exemplar och var en vidareutveckling av BM Volvo T 350 Boxer.
Den hade en trecylindrig dieselmotor med maxeffekten 62 hästkrafter. Växellådan hade fem växlar framåt och en bakåt, samt en tvåstegad hög-lågväxellåda, således 10 växlar framåt och två bakåt.

## Tekniska data
- Tillverkningsår: 1967-1970
- Motor: BM 1113A, 3-cylindrig dieselmotor
- Motoreffekt: 62 hk vid 1950 r/min
- Transmission/hastighet: 10 fram, maxfart 30,0 km/h, 2 back, maxfart 7,4 km/h
- Hydraulsystem: Terra-Trol
- Bränsletank: 65 L
- Kylsystem: 14 L
- Vikt: 3050 kg
- Längd: 3 520 mm
- Bredd: 1 810 mm